# Oscar Hägg

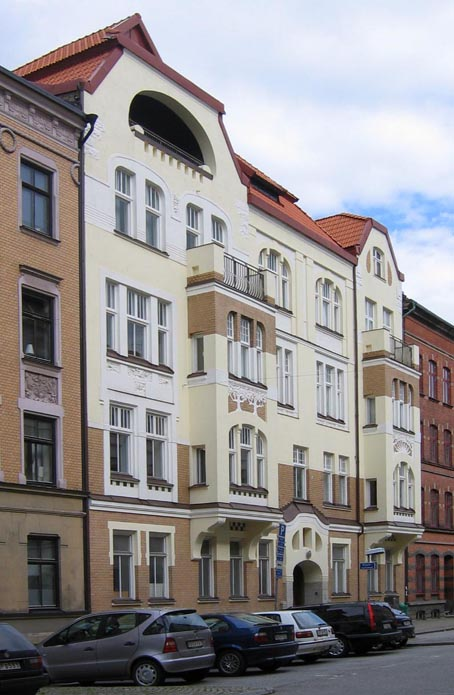
Bostadshus på Sturegatan i Malmö, ritat av Hägg 1903

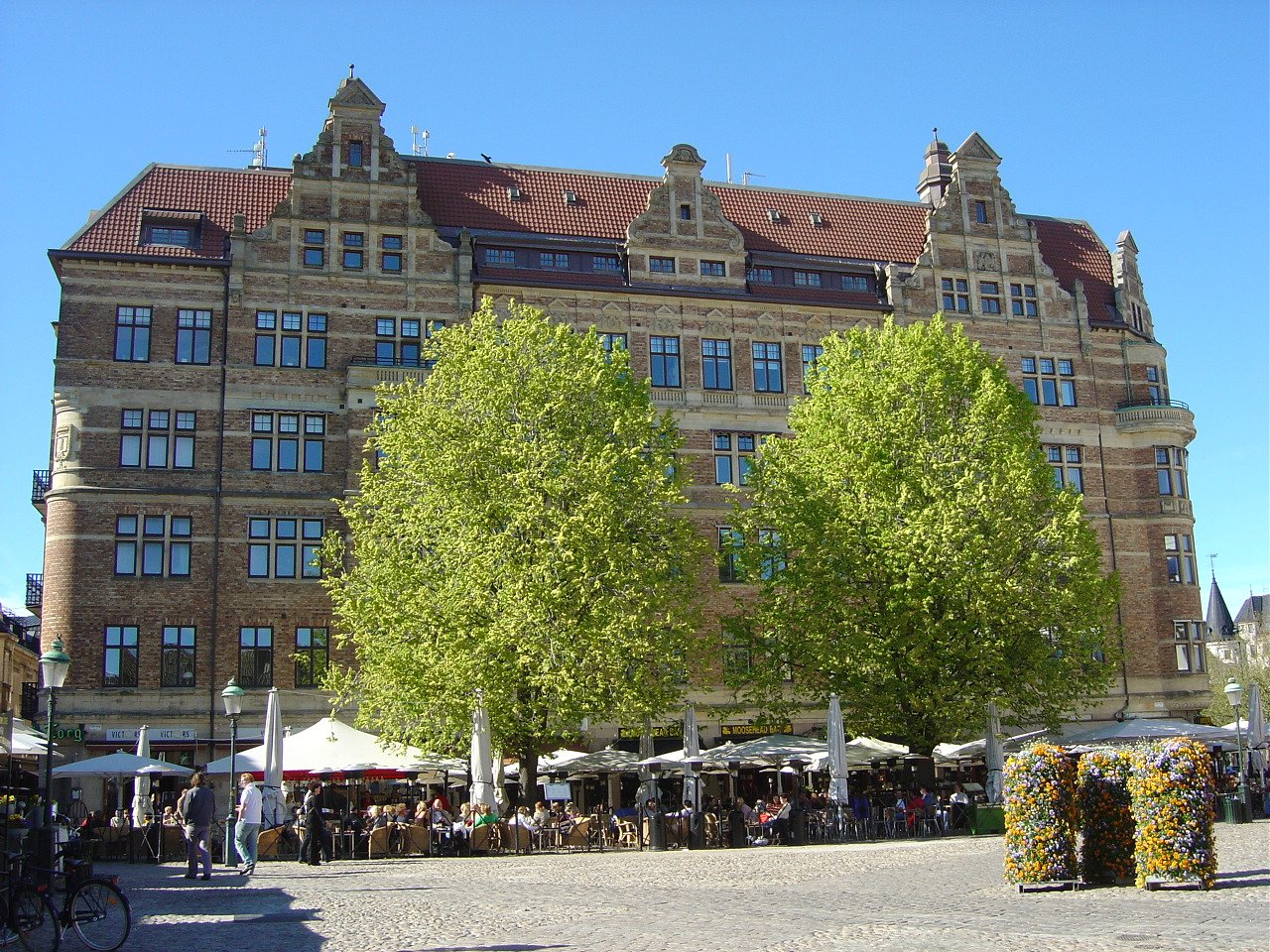
Hus vid Lilla torg i Malmö, ritat av Hägg.

Oscar Emil Hägg, född 1870, död 1959, var en svensk arkitekt som var verksam i Malmö.
Hägg var en av jugendepokens främsta arkitekter i Malmö. Han var utbildad vid Charlottenburgs Tekniska Högskola i Berlin och startade egen arkitektverksamhet i Malmö 1902. Han ritade främst flerbostadshus i Malmö och Lund. Som exempel kan nämnas flera hus i centrala Rörsjöstaden i Malmö respektive de fyra husen på Clementstorgets östra sida. Av hans få offentliga byggnader kan nämnas en skola i Trelleborg och kyrkan i Röke. Häggs byggnader fick oftast en tung kraftfull arkitektur besläktad med berlinsk "jugendbarock". Han lät smycka fasaderna med en fantasifull jugendornamentik där motiven ofta hämtades från djurvärlden; på Häggs hus kan man finna fladdermöss, ekorrar, björnar, kaniner, svanar, spindlar, pudlar, hästar, ugglor och andra arter. 
Efter första världskriget fick Hägg allt färre stora uppdrag och ritade i stort sett enbart villor. Som ett exempel kan nämnas flera privatbostäder på Bellevue och Fridhem i Malmö och Professorsstaden i Lund, "Privatbostadsbyggnad åt Grosshandlare Joh. Johansson, Eslöf" uppförd 1922 samt typvillor till egnahem i Rosengårdsstaden samt i västra Lund.

## Verk i urval
- Kv Lejonet, Stortorget 9-11, Malmö (med hotell Anglais) 1911.
- Restaurant AB Hippodromens komplex, Kalendeg 16-22, Malmö invändig ombyggnad, 1910.
- Kv Väveriet 19 (med Malmö Polisverk), polis- och bostadshus på nuv Engelbrektsgatan 17 - Grynbodgatan 2, Malmö 1911.
- Bostadsföreningen Amicitias fastighet vid Gustaf Adolfs torg med Odd Fellows i Malmös lokaler 1904 (delvis med A Lindvall).
- Hippodromens ombyggnad till teater, Malmö 1922.
- Tennishall, Pildammsvägen, Malmö 1928.
- Bostads- och affärshus, Södra Förstadsgatan 4, Malmö 1903.
- Grosshandlare T. Russ villa, Rönneholm Malmö, Nordlinds väg 101, ombyggnation 1924.
- Bostads- och affärshus, Långgårdsgatan 21 - Hjorttackegatan 1, Malmö 1907.
- Bostads- och affärshus, St Nygatan 2-10, Malmö 1907.
- Bostads- och affärshus, St Nygatan 21 - Fabriksgatan 22, Malmö 1905.
- Bostads- och affärshus, Drottningtorget 2c - Husargatan 3, Malmö 1905.
- Bostads- och affärshus, Norra Vallgatan 2b - Husargatan 3, Malmö 1907.
- Bostads- och affärshus, Baltzarsgatan 21, Malmö 1912. Bostads- och affärshus, Stora Nygatan 95-97, Slottsg 40-42 - Agnesg 16, Malmö 1913.
- Bostads- och affärshus, Fredriksbergsgatan 1a - Malmgatan, Malmö 1907.
- Bostads- och affärshus, Kungsgatan 22 - Stenbocksgatan 13, Malmö 1903.
- Bostads- och affärshus, Kungsgatang 32 - St Pauli Kyrkog 11, Malmö 1903.
- Bostads- och affärshus, St Pauli Kyrkogatan 13, Malmö 1904.
- Bostads- och affärshus, Kungsgatan 36 - Andrégatan 5, Malmö 1906.
- Bostads- och affärshus, Andrégatan 7, Malmö 1906.
- Bostads- och affärshus, Regementsgatan 82, Skvadrongatan 1 - Ryttmästaregatan 1, Malmö 1909.
- Bostads- och affärshus, Ryttmästaregatan 7, Malmö 1910.
- Bostads- och affärshus, Ryttmästaregatan 9 - Beridaregatan 4, Malmö 1910.
- Bostads- och affärshus, Kristiandsgatan 21 - Parkgatan, Malmö 1906.
- Bostads- och affärshus, Parkgatan 39 - Sofielundsvägen, Malmö 1906.
- Bostads- och affärshus, Linnégatan 149, Malmö 1913.
- Bostads- och affärshus, Geijersgatan 42, Malmö 1915.
- Bostads- och affärshus, Vikingagatan 48, Malmö 1916.
- Bostads- och affärshus, Vikingagatan 44, Malmö 1919.
- Bostads- och affärshus, Scaniagatan 24, Malmö 1918.
- Bostads- och affärshus, Nordanvägen 22, Malmö 1922.
- Bostads- och affärshus, Nordanvägen 24, Malmö 1924.
- Bostads- och affärshus, Östanvägen 24, Malmö 1925.
- Bostads- och affärshus, Östanvägen 19, Malmö 1935.
- Bostads- och affärshus, Nordmannagatan 38, Malmö.
- Bostads- och affärshus, Birksgatan 13, Malmö 1927.
- Bostads- och affärshus, Birkagatan 15, Malmö 1930, Birkagatan 18, Malmö 1932.
- Weinbergs tvåbostadshus i Fridhem, Florens 2, Rosenholms allé 10, Malmö 1902.
- Direktör N Skoghs villa, Bellevue, Malmö 1911.
- Fabrikör A Bergmans villa, Bellevue, Malmö 1911.
- Målarmästare N Kjellströms villa, Bellevue, Malmö 1908.
- Byggmäster O Larssons villa, Scaniagatan 21 ?, Bellevue, Malmö 1907.
- Fröken C Larssons villa, Scaniagatan 34, Bellevue, Malmö.
- Nordlinds väg 101, Fridhem, Malmö, Ombyggnation exteriör och interiör, villa.
- Fabrikör Carl Gerners villa, Adolf Fredriksgatan 7, Fridhem, Malmö 1910.
- Järnvägsg 30, 1908 och Högaliden 9, 1910 för byggmästaren A Mårtensson, Malmö.
- Malmöhus läns egnahemsförenings kolonier vid Burlöf, Bjernarp, Holmagården, V Kattarp (1910) och Rosenlund, Malmö.
- Vesterhaga villaområde vid Limhamn, Malmö.
- Bostads- och affärshus, St Petri Kyrkogata - Clementstorget - St Laurentii Kyrkogata (ett helt byggnadskomplex), Lund 1903-1909.
- Bostads- och affärshus, Klostergatan, Gråbröder 17, konditor F Håkansson, Lund 1909.
- Bostads- och affärshus, Bantorget, Myntet 2, Lund 1903.
- Bostads- och affärshus, Stora Algatan 4, Kvarteret Sankt Mikael 15, Lund, 1904.
- Bostads- och affärshus, Stora Södergatan, Hospitalgatan 10, Lund 1912.
- Professor Claes Lindskogs villa, Finngatan, Saxo 8, Lund 1906.
- Professor C A Mobergs villa, Finngatan, Saxo 7, Lund 1909.
- Grosshandlare H Bengtssons villa, Landskronavägen, Lund.
- Villa för O Ahlberg, Eslöv 1909.
- Villa Sagasta, Eslöv 1918.
- Bankhall för Eslövs sparbank, Stora torg, Eslöv 1927.
- Arbetarbostäder, Alnarp 1919